# Photinus ardens
Photinus ardens är en skalbaggsart som beskrevs av Leconte 1852. Photinus ardens ingår i släktet Photinus och familjen lysmaskar. Inga underarter finns listade i Catalogue of Life.